# Google Hummingbird
Google Hummingbird es un algoritmo de búsqueda utilizado por Google.
Google empezó utilizar Hummingbird a finales de agosto de 2013, y anunció el cambio el 26 de septiembre 26, en vísperas del 15.º aniversario de la compañía.
Este algoritmo se basa en la rapidez y precisión en los resultados de búsqueda, desde la web y desde el móvil, pero también en el comportamiento de los usuarios al realizar las búsquedas y los diferentes tipos de resultados que espera obtener. Se orienta hacia búsquedas más semánticas.
Google Hummingbird debe ser tomado en cuenta por cualquier sitio web que desee mejorar la experiencia del usuario.